# Präsidentschaftswahl in Namibia 1999
Die Präsidentschaftswahl in Namibia 1999 fanden am 30. November und 1. Dezember 1999 statt. Als Ergebnis wurde Sam Nujoma in seinem Amt als Präsident von Namibia bestätigt.
Von insgesamt 878.869 zugelassenen Wählern wurden bei der Wahl insgesamt 545.465 Wählerstimmen abgegeben, was einer Wahlbeteiligung von 62,1 % entspricht. Die Zahl der tatsächlich gültigen Stimmen belief sich auf 539.024. Als Wahlbeobachter traten unter anderem das Namibische Institut für Demokratie an.
Parallel zu dieser Präsidentschaftswahl fand an diesen zwei Tagen auch die Parlamentswahl statt.

## Wahlergebnisse
| Kandidat                | Partei | Stimmen | Stimmenanteile |
| ----------------------- | ------ | ------- | -------------- |
| Sam Nujoma              | SWAPO  | 414.096 | 76,82 %        |
| Ben Ulenga              | COD    | 56.541  | 10,49 %        |
| Katuutire Kaura         | DTA    | 52.752  | 9,79 %         |
| Justus ǁGaroëbKlicklaut | UDF    | 15.635  | 2,90 %         |
| Gesamt                  |        | 539.024 | 100 %          |

Sam Nujoma konnte damit seinen Stimmenanteil verglichen mit der vorherigen Präsidentschaftswahl 1994, wo er 76,34 % erhielt, geringfügig ausbauen.